# Tillandsia bermejoensis
Tillandsia bermejoensis là một loài thuộc chi Tillandsia. Đây là loài đặc hữu của Bolivia.